# 高安勤
高安勤，中华人民共和国政治人物、全国脱贫攻坚先进个人。

## 生平
高安勤任六盘水市水城区陡箐镇石头寨村第一书记，六盘水市农业农村局种植业发展中心副主任。因在脱贫攻坚战中作出突出贡献，2021年2月25日全国脱贫攻坚总结表彰大会上，高安勤被授予“全国脱贫攻坚先进个人”。